# کیک راک
کیک راک (انگلیسی: Rock cake) راک بون یک کیک کوچک با سطح خشن شبیه سنگ است. کیک راک توسط وزارت غذا در طول جنگ جهانی دوم تبلیغ شد زیرا به تخم مرغ کمتر و شکر کمتری نسبت به کیک‌های معمولی نیاز دارند، که صرفه جویی مهمی در زمان جیره‌بندی سخت است. دستور العمل‌های سنتی آنها را با بلغور جو دوسر حجیم می‌کردند، که راحت تر از آرد سفید در دسترس بود.